# Zorocrates soledad
Zorocrates soledad is een spinnensoort uit de familie Zoropsidae. De soort komt voor in Mexico. 